# Rachel Shabi
Rachel Shabi (en hebreo: רחל שבי‎; 30 de marzo de 1973) es una periodista y autora británica de origen israelí. Es escritora colaboradora de The Guardian y autora de Not the Enemy, Israel's Jewish from Arab Lands.

## Trayectoria
Nacida en Israel de padres judíos iraquíesen Ramat Gan, Shabi creció en el Reino Unido. Estudió política y literatura en la Universidad de Edimburgo.
Shabi es una periodista radicada en el Reino Unido. Ha trabajado también informando desde Oriente Medio, incluido el conflicto palestino-israelí, y desde Túnez y Egipto. Además de centrarse en Oriente Medio, escribe sobre temas como la política progresista, la extrema derecha, el contraextremismo y la migración. También es autora de un libro y aparece habitualmente como comentarista en canales de noticias internacionales.
Shabi ha escrito para publicaciones como The Guardian, The New York Times, The London Times, The Independent, Al Jazeera English, Foreign Policy, Prospect y The New Statesman.
Su libro, Not the Enemy: Israel's Jewish from Arab Lands, se publicó en 2009. En el trabajo, Shabi argumentó que Israel ha discriminado y despojado culturalmente a su población de judíos de los países árabes y musulmanes. El libro recibió un Premio Nacional del Libro Judío.
Shabi fue preseleccionada para el premio Orwell de periodismo 2011 y fue ganadora conjunta en la categoría de prensa del premio de periodista Anna Lindh por informar sobre culturas (por su artículo "Estábamos buscando un lugar agradable y pacífico cerca de Jerusalén", publicado por The Guardian ) el mismo año. En 2013, Shabi ganó el premio Cutting Edge Media Awards de los International Media Awards.
En septiembre de 2017, Iain Dale colocó a Shabi en el puesto 30 de su lista de 'Las 100 personas más influyentes de la izquierda', sesenta puestos más arriba que la lista anterior, y señaló que, omnipresente en nuestras pantallas, la temible Shabi es una de "los pocos comentaristas que apoyan a Corbyn son tomados en serio por los medios. Reflexiva y fluida, ella merece su enorme ascenso en la lista de este año".
Shabi se identifica como judía árabe y ha lamentado la estigmatización de la cultura árabe-judía en Israel.